# Santa María Mixtequilla
Santa María Mixtequilla är en kommun i Mexiko.   Den ligger i delstaten Oaxaca, i den sydöstra delen av landet, 500 km sydost om huvudstaden Mexico City.
Följande samhällen finns i Santa María Mixtequilla:
- Kilómetro 10 Nizzapipi